# Mario
Mario er en videospilsbaseret figur skabt af spildesigneren Shigeru Miyamoto. Han er Nintendos frontfigur og har været med i over 200 videospil. Mario optrådte oprindeligt i arkadespillet Donkey Kong i 1981 (hvor han hed Jumpman før han fik navnet Mario) men har siden da bredt sig til flere forskellige genrer og medier.
Mario fremtræder som en lav, fed italiensk blikkenslager i en rød trøje, blå overalls med en rød kasket, der bærer hans forbogstav M. Han stopper gentagne gange Koopa-herskeren og skurk Bowser (også kendt som Kong Koopa på dansk) i sine planer om at kidnappe Prinsesse Peach og overtage det fiktive kongerige Mushroom Kingdom. Mario har også andre fjender og rivaler som Donkey Kong og Wario. Siden 1995 har Charles Martinet lagt stemme til Mario, hvis fulde navn er Mario Mario.
Til serien hører en række sidefigurer, bl.a. Shy Guy og Pokey fra Super Mario Bros. 2. De bærer masker, fordi de er meget generte.
Mario-spil har solgt mere end 210 millioner eksemplarer verden over, hvilket gør Mario serien til den bedst sælgende videospilserie nogensinde[kilde mangler].
I 2023 kom Super Mario-serien spillefilm i biografen, hvor den blev historiens tredjemest indtjenende animationsfilm efter Frost 2 og Løvernes Konge (2019).

## Liste over spil med Mario

### 1981
- Donkey Kong Spil (Arkade) – Hvor Mario var kendt som Jumpman

### 1982
- Donkey Kong (Atari 2600, ColecoVision) – Gengivelse af Arkade spillet
- Donkey Kong (Game & Watch) (Game & Watch, Intellivision) – Gengivelse til Nintendos Game & Watch maskine.
- Donkey Kong Jr. (Game & Watch, Arcade) – Mario holder Donkey Kong fanget, og nu skal Donkey Kong jr redde sin far.
- Donkey Kong Jr. (Atari 2600)

### 1983
- Donkey Kong (Atari 8-bit/Apple II/Commodore 64/MS-DOS )
- Donkey Kong (Famicom) – Første udgave til Nintendos egen maskine
- Donkey Kong Jr. (ColecoVision/Atari 2600)
- Donkey Kong Jr. (INTV/VIC-20)
- Donkey Kong Jr. (Famicom)
- Mario Bros. (Arcade/Game & Watch) – Mario og Luigi skal tømme en kloak for Koopaer
- Mario Bros. (Atari 2600)
- Mario Bros. (Famicom)
- Mario's Bombs Away (Game & Watch)
- Mario's Cement Factory (Game & Watch)

### 1984
- Donkey Kong Hockey (Game & Watch)
- Golf (Famicom) – Mario spiller golf
- Pinball (Famicom/NES) – Et normalt Pinball spil, hvor Mario er på en Bonus Bane.
- Punch Ball Mario Bros. (NEC PC-8801) – Ny udgave af Mario Bros., hvor der var bolde man kunne sparke på Koopaerne
- Mario Bros. Special (NEC PC-8801) – Udgave af Mario Bros. – Med flere baner
- Punch-Out!! (Arcade) – Et bokse spil, hvor Mario er dommeren
- Tennis (Famicom) – Et tennis hvor Mario er dommeren

### 1985
- Super Mario Bros. (Famicom) – Mario's store gennembrud. Mario skal i gennem 8 verdener, og redde Prinsesse Peach
- Super Mario Bros. (NES) – Første amerikanske Nintendo spil, til den amerikanske Famicom, kaldet Nintendo Entertainment System
- Wrecking Crew (Famicom) – Mario skal nedlægge bygninger.
- Wrecking Crew (NES)
- Tennis (NES/PC-8801)

### 1986
- All Night Nippon Super Mario Bros. (Famicom Disk System) – En specialudgave af Super Mario Bros., i anledning af et japansk rockband holdt koncert. Goombaerne og Piranha Planterne er blevet udskiftet med medlemmer af rockbandet.

### 1988
- Super Mario Bros. 2 (NES)
- Super Mario Bros. 3 (NES)